# Perry Digweed
Perry Digweed (sinh ngày 26 tháng 10 năm 1959) là một cựu cầu thủ bóng đá người Anh thi đấu ở vị trí thủ môn cho Fulham, Brighton & Hove Albion, Chelsea, Wimbledon và Watford, making 226 lần ra sân ở Football League.
Sau khi giải nghệ, Digweed xuất hiện cùng với Vinnie Jones trong bộ phim Mean Machine.